# Tři ruce ve fontáně
Tři ruce ve fontáně (1997, Three Hands in The Fountain) je historický detektivní román anglické spisovatelky Lindsey Davisové. Jde o devátý díl dvacetidílné knižní série, odehrávající se v antickém Římě za vlády císaře Vespasiana. Jejím hlavním hrdinou je soukromý informátor (vlastně soukromý detektiv) Marcus Didius Falco, který je také vypravěčem románu.

## Obsah románu
Román se odehrává období od srpna do října roku 73. Falco se vrací z Hispánie, kde mu jeho družka Helena Justina, dcera senátora Decima Camilla Vera, porodila dceru Julii, do Říma. V té době byly ve městě učiněny hrůzné nálezy tří useknutých ženských rukou ve fontánách a v akvaduktech a torz těl ve Velké stoce a v Tibeře. Císař Vespasianus má zájem na diskrétním vyšetření případu, aby nedošlo k nepokojům z obavy, že voda v akvaduktech je zkažená. Zřídí proto zvláštní vyšetřovací komisi pod vedením bývalého konzula Sexta Julia Frontina, který požádá Falcona, aby se vyšetřování tohoto velmi vážného případu zúčastnil, což velmi těžce nese vrchní císařský špeh Anacrites. Stopy vraha zavedou Falcona až do Tiburu, letoviska poblíž Říma. S pomocí Heleny a svého přítele Petronia dojde Falco k názoru, že zvrhlý vrah si své oběti vybírá při hrách ve Velkém cirku, které se rychle blíží.

## Česká vydání
- Tři ruce ve fontáně (Praha: BB/art 2007), přeložila Alena Jindrová-Špilarová.
- Tři ruce ve fontáně (Praha: BB/art 2009), přeložila Alena Jindrová-Špilarová.